# Euproctis abdominalis
Euproctis abdominalis är en fjärilsart som beskrevs av Matsumura 1927. Euproctis abdominalis ingår i släktet Euproctis och familjen tofsspinnare. Inga underarter finns listade i Catalogue of Life.